# The Interest of Love
The Interest of Love (hangul: 사랑의 이해; hanja: 思量의 理解; rr: Sarang-ui Ihae; MR: Sarang-ŭi Ihae) (bra: Investimento de Risco) é uma série de televisão sul-coreana estrelada por Yoo Yeon-seok, Moon Ga-young, Keum Sae-rok e Jung Ga-ram, baseada em um romance coreano de mesmo nome criado por Lee Hyuk-jin. Foi ao ar na JTBC de 21 de dezembro de 2022 a 9 de fevereiro de 2023, todas as quartas e quintas às 22h30 (KST). Também está disponível para streaming na Netflix em regiões selecionadas.

## Sinopse
A série acompanha a história de quatro jovens com interesses diferentes que se conhecem na filial do Banco KCU em Yeongpo, enquanto buscam compreender o sentido do amor.

## Elenco

### Principal
- Yoo Yeon-seok como Ha Sang-soo: um gerente da filial do Banco KCU em Yeongpo que deseja um estilo de vida normal e acredita que uma vida inabalável é a chave para a felicidade.[10]
  - Moon Seong-hyun como Ha Sang-soo jovem[11]
- Moon Ga-young como Ahn Soo-young: uma bancária-chefe do quarto ano da filial do Banco KCU em Yeongpo que vê o amor como um castelo de areia, que pode desabar em um instante, mas se sente animada por causa de um homem que aparece de repente em sua vida.[2][12]
- Keum Sae-rok como Park Mi-kyung: a gerente assistente determinada e franca da equipe de private banking da filial do Banco KCU em Yeongpo que cresceu em uma família rica.[4][7]
- Jung Ga-ram como Jeong Jong-hyun: um homem sincero e diligente que sonha em se tornar policial e trabalha como segurança de banco.[7][13]

### De apoio

#### Filial do Banco KCU em Yeongpo
- Moon Tae-yu como So Kyung-pil: amigo de Sang-soo que é chefe do departamento de assuntos gerais.[14]
- Jeong Jae-sung como Yook Si-kyung: gerente da filial.[15]
- Lee Hwa-ryong como Noh Tae-pyeong: vice-gerente.[16]
- Park Hyung-soo como Lee Gu-il: um líder de equipe.[17][18]
- Lee Si-hoon como Ma Du-sik: um gerente assistente.[16]
- Yang Jo-ah como Seo Min-hee: um líder de equipe.[16]
- Jo In como Bae Eun-jung: um gerente.[19]
- Oh Dong-min como Yang Seok-hyun: amigo de Sang-soo que é um deputado.[20][21]
- Oh So-hyun como Kim Ji-yoon: a funcionária mais jovem do banco.[22]

#### Outros
- Seo Jeong-yeon como Han Jeong-im: mãe de Sang-soo.[23]
- Park Mi-hyun como Shim Kyung-sook: mãe de Soo-young.[24]
- Park Yoon-hee como Ahn In-jae: pai de Soo-young.[24]
- Yoon Yoo-sun como Yoon Mi-sun: a mãe de Mi-kyung.[24]
- Park Sung-geun como Park Dae-sung: pai de Mi-kyung.[24]

### Estendido
- Jo Yoon-soo como Cha Seon-jae: um estudante do ensino médio que sonha em se tornar policial.[25]

## Audiência
| Temporada | Temporada | Ep. 1 | Ep. 2 | Ep. 3 | Ep. 4 | Ep. 5 | Ep. 6 | Ep. 7 | Ep. 8 | Ep. 9 | Ep. 10 | Ep. 11 | Ep. 12 | Ep. 13 | Ep. 14 | Ep. 15 | Audiência |
| --------- | --------- | ----- | ----- | ----- | ----- | ----- | ----- | ----- | ----- | ----- | ------ | ------ | ------ | ------ | ------ | ------ | --------- |
|           | 1         | 610   | N/A   | N/A   | N/A   | 566   | 617   | N/A   | N/A   | 551   | N/A    | 690    | 663    | 697    | 602    | 706    | 714       |

| Ep. | Data de transmissão original | Parcela média de audiência (Nielsen Korea) | Parcela média de audiência (Nielsen Korea) |
| Ep. | Data de transmissão original | Nacional                                   | Seul                                       |
| --- | ---------------------------- | ------------------------------------------ | ------------------------------------------ |
| 1 | 21 de dezembro de 2022       | 3.124% (9º)                                | 3.593% (3º)                                |
| 2 | 22 de dezembro de 2022       | 1.898% (18º)                               | N/A                                        |
| 3 | 28 de dezembro de 2022       | 2.151% (19º)                               | 2.720% (6º)                                |
| 4 | 29 de dezembro de 2022       | 2.457% (14º)                               | 2.668% (10º)                               |
| 5 | 4 de janeiro de 2023         | 2.777% (11º)                               | 3.033% (4º)                                |
| 6 | 5 de janeiro de 2023         | 2.972% (10º)                               | 3.326% (7º)                                |
| 7 | 11 de janeiro de 2023        | 2.427% (16º)                               | N/A                                        |
| 8 | 12 de janeiro de 2023        | 2.707% (15º)                               | 3.386% (7º)                                |
| 9 | 18 de janeiro de 2023        | 2.698% (13º)                               | 2.926% (6º)                                |
| 10 | 19 de janeiro de 2023        | 2.828% (15º)                               | 3.553% (6º)                                |
| 11 | 25 de janeiro de 2023        | 3.324% (9º)                                | 3.920% (2º)                                |
| 12 | 26 de janeiro de 2023        | 3.348% (9º)                                | 4.079% (5º)                                |
| 13 | 1 de fevereiro de 2023       | 3.536% (2º)                                | 3.926% (2º)                                |
| 14 | 2 de fevereiro de 2023       | 3.214% (10º)                               | 4.015% (5º)                                |
| 15 | 8 de fevereiro de 2023       | 3.601% (2º)                                | 4.099% (1º)                                |
| 16 | 9 de fevereiro de 2023       | 3.595% (5º)                                | 4.414% (4º)                                |
| Média | Média                        | 2.916%                                     | —                                          |
| - Na tabela acima, os números em azul representam a audiência mais baixa e os números em vermelho representam a audiência mais alta. - N/A indica que aquele número de audiência não foi publicado. - Esta série foi ao ar em um canal a cabo/TV paga que normalmente tem uma audiência relativamente menor em comparação com a TV aberta/emissoras públicas (KBS, SBS, MBC e EBS). |                              |                                            |                                            |